# Taworn Tarwan
Taworn Tarwan (nascido em 9 de setembro de 1947) é um ex-ciclista tailandês. Representou sua nação nos Jogos Olímpicos de Verão de 1972 e 1976.